# بيمارستان مراكش
بيمارستان مَرَّاكش أو بيمارستان أمير المؤمنين المنصور أبي يوسف هو أولَ بيمارستانٍ تأسس في المغرب في القرن السادس الهجري المُوافق لِلقرن الثاني عشر الميلادي، وكان ذلك إبانَّ حُكم ثالث خُلفاء الدَّوْلَة الموحديَّة السُلطان أبو يوسف يعقوب المنصور (حكَم في الفترة ما بين 1184م حتى وفاته في مراكش عام 1199م)، وتُشير بعض المصادر أنَّ ابن رشد كان قد عمل فيه لبعض الوقت.:72
عمل في البيمارستان عددٌ من الأطباء، ويُعرف منهم أبو إسحاق إبراهيم الداني، ومحمد بن قاسم بن أبي بكر القرشي المالقي (وُلد سنة 703 هـ المُوافق 1303م - تُوفي سنة 757هـ المُوافق 1356م)(1) الذي كان ناظرًا للمارستان في ربيع الآخر 754هـ المُوافق أيار (مايو) 1353م.
يقول عبد الواحد المراكشي في كتابه «المعجب في تلخيص أخبار المغرب» في سياق حديثه عن مناقب الخليفة يعقوب المنصور الموحدي: «بَنَى بمراكش بيمارستاناً ما أظن أن في الدنيا مثله، وذلك أنه تخير ساحة فسيحة بأعدل موضع في البلد، وأمر البنائين بإتقانه على أحسن الوجوه، فأتقنوا فيه من النقوش البديعة والزخارف المحكمة ما زاد على الاقتراح، وأمر أن يغرس فيه مع ذلك من جميع الأشجار المشمومات والمأكولات، وأجرى فيه مياهاً كثيرة تدور على جميع البيوت، زيادة على أربع برك في وسطه إحداهما رخام أبيض، ثم أمر له من الفُرُش النفيسة من أنواع الصوف والكتان والحرير والأديم وغيره بما يزيد على الوصف، ويأتي فوق النعت، وأجرى له ثلاثين ديناراً في كل يوم برسم الطعام، وما ينفق عليه خاصة، خارجاً عما جلب إليه من الأدوية، وأقام فيه من الصيادلة لعمل الأشربة والأدهان والأكحال، وأعدّ فيه للمرضى ثياب ليل ونهار للنوم من جهاز الصيف والشتاء، فإذا نقه المريض فإن كان فقيراً أمر له عند خروجه بمال يعيش به ريثما يستقل، وإن كان غنياً دفع إليه ماله وتركه وسببه، ولم يقصره على الفقراء دون الأغنياء، بل كل من مرض بمراكش من غريب حمل إليه وعولج إلى أن يستريح أو يموت. وكان في كل جمعة بعد صلاته يركب ويدخله يعود المرضى ويسأل عن أهل كلّ بيت يقول: كيف حالكم؟ وكيف القَوَمَة عليكم؟ إلى غير ذلك من السؤال، ثم يخرج، لم يزل مستمراً على هذا إلى أن مات ـ رحمه الله ـ سنة».

## الهوامش
- «1»: تذكرُ مصادرٌ أخرى أنَّ محمد بن قاسم القرشي المالقي كان ناظرًا لمارستان فاس وليس بيمارستان مراكش.[4][5]

### باللغة العربيَّة
1. 1 2  عبد الواحد المراكشي (1367هـ - 1949م). المعجب في تلخيص أخبار المغرب (ط. الأولى). القاهرة: مطبعة الإستقامة بالقاهرة. ص. 204 - 441. مؤرشف من الأصل في 20 يونيو 2020. اطلع عليه بتاريخ  20 حزيران(يونيو) 2020م. {{استشهاد بكتاب}}: تحقق من التاريخ في: |تاريخ الوصول= و|سنة= (مساعدة)
2. 1 2 3  عِيسَى بك، أَحْمَد (2012م) [1938م]. تاريخ البيمارستانات في الإسلام. القاهرة - مصر: مؤسسة هنداوي للتعليم والثقافة. ص. 183. ISBN:9789775171900. مؤرشف من الأصل في 25 مايو 2020. اطلع عليه بتاريخ 5 أيار (مايو) 2020م. {{استشهاد بكتاب}}: تحقق من التاريخ في: |تاريخ الوصول= و|سنة= (مساعدة)
3. ↑  بنجلون، البشير (ذو الحجة 1433 هـ - أكتوبر 2012م). "تاريخ البيمارستانات في المغرب" (PDF). المجلة الصحية المغربية (إلكترونية). فاس - المغرب: الجمعية المغربية للتواصل الصحي. ع. 3. مؤرشف من الأصل (PDF) في 18 أيار (مايو) 2020م. اطلع عليه بتاريخ 18 أيار (مايو) 2020م. {{استشهاد بمجلة}}: تحقق من التاريخ في: |تاريخ الوصول=، |تاريخ=، و|تاريخ أرشيف= (مساعدة)
4. ↑  بن الخطيب، لسان الدين (2003م) [1901م]. الإحاطة في أخبار غرناطة (ط. الأولى). بيروت - لبنان: دار الكتب العلمية. ج. الثاني. ص. 366. مؤرشف من الأصل في 27 أيار (مايو) 2020م. اطلع عليه بتاريخ 27 أيار (مايو) 2020م. {{استشهاد بكتاب}}: تحقق من التاريخ في: |تاريخ الوصول=، |سنة=، و|تاريخ أرشيف= (مساعدة)
5. ↑  الجبوري، كامل (2003م). مُعجم الشُّعراء - مِن العصر الجاهلي حتى سنة 2002م. بيروت - لبنان: دار الكتب العلمية. ج. الخامس. ص. 206. مؤرشف من الأصل في 27 أيار (مايو) 2020م. اطلع عليه بتاريخ 27 أيار (مايو) 2020م. {{استشهاد بكتاب}}: تحقق من التاريخ في: |تاريخ الوصول=، |سنة=، و|تاريخ أرشيف= (مساعدة)

### بِلُغاتٍ أجنبيَّة
1. ↑  Moussaoui، Driss؛ Glick، Ira D. (2015). "The Maristan "Sidi Fredj" in Fez, Morocco". The American Journal of Psychiatry. 172 (9): 838–839. DOI:10.1176/appi.ajp.2015.15010051. مؤرشف من الأصل في 6 أيار (مايو) 2020م. {{استشهاد بدورية محكمة}}: تحقق من التاريخ في: |تاريخ أرشيف= (مساعدة)
2. ↑  Kogelmann، Franz (2002). Sidi Fredj: A Case Study of a Religious Endowment in Morocco under the French Protectorate. Nordic Africa Institute. ص. 66 - 79. مؤرشف من الأصل في 25 مايو 2020. اطلع عليه بتاريخ 6 أيار (مايو) 2020م. {{استشهاد بكتاب}}: تحقق من التاريخ في: |تاريخ الوصول= و|سنة= (مساعدة)